# Países Bajos en los Juegos Olímpicos de Seúl 1988
Los Países Bajos estuvieron representados en los Juegos Olímpicos de Seúl 1988 por un total de 147 deportistas que compitieron en 17 deportes.  
El portador de la bandera en la ceremonia de apertura fue el tirador Eric Swinkels.

## Medallistas
El equipo olímpico neerlandés obtuvo las siguientes medallas:
| Nombre                                                         | Deporte             | Competición          |
| -------------------------------------------------------------- | ------------------- | -------------------- |
| Oro                                                            |                     |                      |
| Monique Knol                                                   | Ciclismo en ruta    | Ruta F               |
| Nicolaas Rienks Ronald Florijn                                 | Remo                | Doble scull (M2x) M  |
| Plata                                                          |                     |                      |
| Leo Peelen                                                     | Ciclismo en pista   | Carrera por puntos M |
| Cornelia van Bentum Karin Brienesse Marianne Muis Mildred Muis | Natación            | 4 × 100 m libre F    |
| Bronce                                                         |                     |                      |
| Arnold Vanderlyde                                              | Boxeo               | Pesado (91 kg) M     |
| Equipo                                                         | Hockey sobre hierba | Torneo M             |
| Equipo                                                         | Hockey sobre hierba | Torneo F             |
| Ben Spijkers                                                   | Judo                | –86 kg M             |
| Annemarie Cox Annemiek Derckx                                  | Piragüismo          | K2 500 m F           |